# فرودگاه میندورو
فرودگاه میندورو (به انگلیسی: Mindoro Airport) (به زبان بومی: Paliparan ng Mindoro) یک فرودگاه همگانی مسافربری با کد یاتا VGN است که یک باند فرود آسفالت دارد و طول باند آن ۱۰۴۵ متر است. این فرودگاه در شهر ویگان (فیلیپین) کشور فیلیپین قرار دارد و در ارتفاع ۳۳ متری از سطح دریا واقع شده‌است.

## شرکت‌های هواپیمایی و مقصدهای پروازی
| شرکت‌های هواپیمایی | مقصدهای پروازی                     |
| ----------------- | ---------------------------------- |
| Sky Pasada        | Basco, Batanes (Every Fri and Sun) |
| Platinum Skies    | نینوی آکوئینو                      |